# Подгориця (футбольний клуб)
ФК «Подгориця» (чорн. FK Podgorica) — чорногорський футбольний клуб з міста Подгориця. Існував у нижчих югославських лігах у 1970-их роках, після чого був розформований, втім 2014 року був відновлений і став виступати у чемпіонатах Чорногорії. Домашні матчі проводить на стадіоні «DG Арена».

## Історія
Заснований в 1970 році як ОФК «Младост» і став одним з численних клубів з Тітограда (нині — Подгориця) та став брати участь у найнижчому четвертому дивізіоні Югославії. У сезоні 1972/73, вигравши титул чемпіонів у Четвертій лізі, клуб вийшов до Чорногорської республіканської ліги, третього дивізіону чемпіонату Югославії.
ОФК «Младост» провів два сезони в республіканському чемпіонаті. У першому сезоні 1973/74 клуб став 11-им серед 16 клубів, а наступного сезону команда стала останньою і вилетіла назад до четвертого дивізіону. Наприкінці сімдесятих років клуб був розпущений.
У 2014 році клуб був відновлений під назвою ОФК «Младост 1970». 2015 року керівництво клубу ухвалило рішення подати заявку на участь у Третій лізі 2015/16. З другої спроби у сезоні 2016/17 «Младост 1970» завоював титул чемпіона Третьої ліги (19 перемог і одна нічия протягом 20 турів) і вийшла до Другої ліги Чорногорії 2017/18.
Там з першої спроби команда зайняла друге місце, відставши лише на сім очок від чемпіонат. «Младост 1970» взяв участь у плей-оф за право вийти до найвищого дивізіону країни, але не зумів здобути у ньому перемогу. Їхнім опонентом був «Петровац», який виграв першу гру 3:0, а друга гра закінчилася нічиєю 2:2. Тим не менш у наступному сезоні 2018/19 «Младост-1970» зайняв перше місце і напряму вийшов до Першої ліги, найвищого дивізіону країни. Окрім того «Младост 1970» зробив черговий успіх у Кубку Чорногорії, досягнувши чвертьфіналу. 
Влітку 2019 року було змінено назву клубу, новою назвою команди стала «Подгориця» (чорн. FK Podgorica).